# Mirna
Mirna este o localitate din comuna Mirna, Slovenia, cu o populație de 1.374 de locuitori.